# تپه جوی برمک
تپه جوی برمک مربوط به هزاره سوم قبل از میلاد است و در شهرستان ممسنی، روستای برمک علیا واقع شده و این اثر در تاریخ ۱۶ مهر ۱۳۷۹ با شمارهٔ ثبت ۲۷۸۵ به‌عنوان یکی از آثار ملی ایران به ثبت رسیده است.